# DJ Tonka

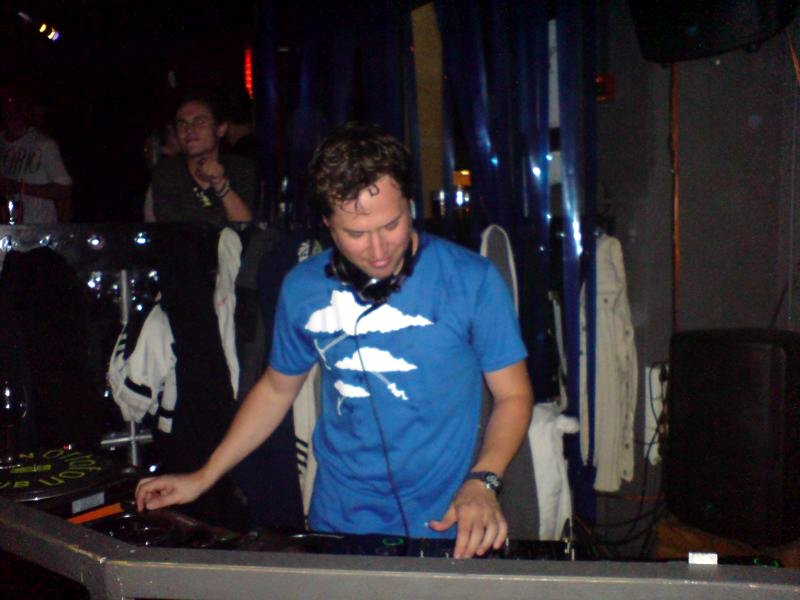
DJ Tonka (2007)

DJ Tonka (* 24. Juni 1973 in Mainz; bürgerlich Thomas-René Gerlach) ist ein deutscher House-DJ, Musikproduzent und Komponist. Bekannt wurde er 1998 durch seinen Sommerhit She Knows You, der Platz 14 in den deutschen Charts erreichte.

## Leben und Karriere
Die ersten Veröffentlichungen Gerlachs erschienen im Jahre 1991, damals zusammen mit Ian Pooley unter den Projektnamen T’N’I, Space Cube und Outrage oder auch solo unter dem Pseudonym Thomastic auf dem Frankfurter Underground Label Force Inc. Music Works und Intense Records.
Von 1997 bis 2000 betrieb er das Label Uplifting Records, von 2000 bis 2002 Chip Tunes und von 2000 bis 2004 Vivienne Records, vorwiegend mit eigenen Veröffentlichungen. Neben seinen Eigenproduktionen kann DJ Tonka auch eine beachtliche Zahl von Remixen vorweisen.

## Diskografie

### Alben
- 1998: Peaktime
- 2004: 84

### Kompilationen
- 1998: The House Of Disco
- 2000: Essential Streetparades / Proved

### Singles und EPs
- 1995: Flashback
- 1995: Got To Get Up
- 1995: Feel
- 1995: Phun-ky
- 1996: Feel Phun-ky EP
- 1996: Old Skool
- 1996: Feel The Street vs Deskee
- 1996: Radical Noise
- 1996: Happiness
- 1997: Old Skool
- 1997: The Night, Security
- 1998: She Knows You
- 2000: Don’t Be Afraid
- 2001: Heartjumpa, Reflect, Fallin’, Passion (in Zusammenarbeit mit Chip Tunes)
- 2002: J.O.E, Never!
- 2002: Keep Klimbing
- 2004: 84
- 2004: Get Back, PT1
- 2004: Get Back, PT2
- 2008: Orca
- 2008: Drop Box EP
- 2009: Ready For War EP
- 2011: Aliens & Earthlings
- 2012: Atlantis
- 2015: She Knows You (Update)
- 2019: Don’t Stop (feat. Sif Saga)

### Remixes
- 1995: Ian Pooley – Celtic Cross Remixes
- 1996: Celvin Rotane – You´ve Got To Be You
- 1996: The Moodyman – The Dancer
- 1996: Smokin´Beats – Disco Dancin´
- 1996: Full Intention – America
- 1996: The Hipgrinders – Good Times
- 1996: Gina G – I Belong To You
- 1997: Colonel Abrahams – Trapped
- 1997: Jimmy Somerville – Safe
- 1997: Bootsy Collins ft Mc Lyte – I’m Leavin’U
- 1997: Dave Angel – Funk Music
- 1998: The Funkjunkeez aka Roger Sanchez – Got Funk?
- 1998: Louise – All That Matters
- 1998: Urban Soul – Love Is So Nice
- 1998: Black & White Brothers – Put Your Hands Up
- 1998: DJ Tonka vs The B52’s – Love Shack
- 1998: K-Klass – Live It Up
- 1999: Salt’N’Pepa – Push it Again
- 1999: Tony Esposito – Kalimba De Luna
- 2000: Dominica – Gotta Let You Go
- 2000: Bump aka Steve Travell & MA – I’m Rushing
- 2001: Cleptomaniacs aka Brian Tappert & John Julius Knight – All I Do
- 2002: Robin S. – Show Me Love
- 2002: Robin S. – Luv 4 Luv
- 2002: Alizée – L’Alize
- 2002: Sharam Jey pres the Punisher – Straight Up!
- 2004: Ian Pooley ft Jade & Dantelle – Heaven
- 2004: Erick Morillo ft. Leslie Carter – Waiting In The Darkness
- 2005: Tonka vs The Adjuster – All over Again
- 2005: Room 5 aka Junior Jack – Make Love 2005
- 2006: Ian Pooley & Tonka – Celtic Cross 2006
- 2006: Erick Morillo feat. P.Diddy – Dance I Said
- 2008: MDX & Namito – Hot & Spicy
- 2009: Gus Gus – Lust
- 2009: Ian Pooley vs. Zoo Brazil – Reader
- 2009: Coburn – We Re-Interrupt This Programm
- 2009: Aquasky – You Know We Do It Big Girl
- 2009: AudioFun – Dirty Gold
- 2010: Ellie Goulding – Guns And Horses
- 2010: Housse de Racket – Oh Yeah!
- 2010: Simon Rose – Stachus
- 2010: Mercedes – Shock Absorber
- 2010: Aggro Santos – Saint Or Sinner
- 2010: The Wanted – Heart Vacancy
- 2011: Natalia Kills – Mirrors
- 2011: Dabruck & Klein ft Ollie James – I Found Love
- 2011: Arty – Around The World
- 2012: The Disco Boys – Around The World
- 2012: Medina – Forever
- 2012: Laserkraft 3D – Urlaub
- 2015: Robin Schulz – Headlights
- 2015: Alle Farben & Younotus feat. Anna Naklab – Supergirl

### Andere Projekte
THOMASTIC (Singles und Remixes)
- 1993: Eurostyle Tunes Vol.1
- 1993: I Want to Be Free
- 1993: Dream Team EP

T’N’I (DJ Tonka und Ian Pooley) Singles
- 1991: Low Mass E.P.
- 1991: Trip Men
- 1991: Paris, No More Ugly Germans
- 1992: Disco Beam E.P.
- 1992: Do You Still Care?
- 1993: Depart EP
- 1993: I Want to Be Free
- 1994: Mad Situation, Be Straight
- 1995: Nothing Can Stop Us

T’N’I (DJ Tonka und Ian Pooley) Remixes
- 1992: Paris Red – Do Ya (Feel It)
- 1992: The Bionaut – Everybody is Kissing Everyone
- 1992: Paradise Project – Deep Green
- 1993: Dream Team EP – Dreaming
- 1993: Formosa – Dr. Strangelove
- 1993: Rainforest – The Birds
- 1993: House Pimps – Get The Hook

SPACE CUBE (DJ Tonka und Ian Pooley) Singles
- 1991: Space Cube EP
- 1992: Machine & Motion
- 1992: Pure Tendency
- 1992: Kool Killer EP 1
- 1993: Kool Killer EP 2
- 1993: Kool Killer EP 3
- 1993: Kool Killer EP, UK Mixes
- 1993: The Latest Adventures Of Kool Killer
- 1993: Sassion ft Gordon Matthewman & Force Mass Motion
- 1993: The Unrel. Project EP
- 1994: Inbound, Outbound
- 1994: Kommerz Killer
- 1995: Dschungelfieber (Remixes)
- 1996: Unrel. Space Cube Tracks

SPACE CUBE (DJ Tonka und Ian Pooley) Remixes
- 1993: Ilsa Gold – Silke
- 1993: N.R.G. – I Need Your Lovin
- 1993: D.A.C. Robinson – Lucky Strike
- 1995: Legend B – Lost In Love

OUTRAGE (DJ Tonka und Ian Pooley)
- 1991: Emperor, Daylight